# Hryhoriy Illyachov
Hryhoriy Illyachov (ukrainien : Литвиненко Олександр Валерійович), né le 13 avril 1965 à Svatove est un général ukrainien il commandait le Service de renseignement extérieur d'Ukraine. 

## Biographie
De 2010 à 2014 il était directeur du Conseil de défense et de sécurité nationale d'Ukraine.
Il était élu aux IVe, Ve, VIe Rada ukrainienne.
Il est l'époux de la ministresse Olena Loukach.